# Мадона Скоперта (Терни)
Мадона Скоперта је насеље у Италији у округу Терни, региону Умбрија.
Према процени из 2011. у насељу је живело 26 становника. Насеље се налази на надморској висини од 340 м.